# 兵庫ユースカップ
兵庫ユースカップ（ひょうごユースカップ）は、兵庫県競馬組合が姫路競馬場ダート1400mで施行するサラブレッド系3歳馬による地方競馬の重賞競走である。2020年まで日本中央競馬会 (JRA)・NHKマイルカップのトライアル競走（ニュージーランドトロフィー・アーリントンカップ）に出走する、東海・北陸・近畿地区代表馬の選定競走であった。

## 概要
1999年に兵庫県競馬がサラブレッド系競走を開始するに伴い、2003年に3歳を迎えた3歳馬のために園田ユースカップとして新設された重賞競走。設立当時は指定競走で、2006年から重賞に格上げされている。JRAのトライアル出走馬選定競走という競走の性格を考慮されたのか、2005年から園田クイーンセレクションと開催時期が入れ替えられ2月になった。
2012年の開催をもって一旦廃止されたが、2019年より再開されることになった。
2021年は園田競馬場走路改修工事に伴い姫路競馬場での開催となるため、名称も兵庫ユースカップに変更されることになった。あわせて西日本交流となり、高知、佐賀所属馬も出走可能となる。翌2022年は園田開催に戻ったが、名称は引き続き兵庫ユースカップとして施行された。2023年からは姫路競馬場の開催に戻っている。

### 条件・賞金（2025年）
出走条件
サラブレッド系3歳、西日本交流 
負担重量
牡・騸55kg、牝54kg。
賞金額
1着700万円、2着245万円、3着140万円、4着105万円、5着70万円。

## 歴代優勝馬
全てダート1400mで施行。
| 回数   | 施行日        | 競馬場 | 優勝馬             | 性齢 | 所属   | 馬場 | タイム | 優勝騎手 | 管理調教師 | 1着賞金 |
| ------ | ------------- | ------ | ------------------ | ---- | ------ | ---- | ------ | -------- | ---------- | ------- |
| 第1回  | 2003年1月15日 | 園田   | チアズファルコン   | 牡3  | 名古屋 | 良   | 1:30.2 | 吉田稔   | 角田輝也   | 350万円 |
| 第2回  | 2004年1月22日 | 園田   | キヌガササファイヤ | 牝3  | 園田   | 良   | 1:31.8 | 永島太郎 | 橋本和男   | 350万円 |
| 第3回  | 2005年2月16日 | 園田   | グレートステージ   | 牡3  | 園田   | 重   | 1:28.8 | 岩田康誠 | 曾和直榮   | 320万円 |
| 第4回  | 2006年2月15日 | 園田   | ウインドファンタジ | 牡3  | 園田   | 良   | 1:30.3 | 田中学   | 曾和直榮   | 300万円 |
| 第5回  | 2007年2月21日 | 園田   | マルヨフェニックス | 牡3  | 笠松   | 良   | 1:30.0 | 尾島徹   | 柴田高志   | 250万円 |
| 第6回  | 2008年2月13日 | 園田   | サチコゴージャス   | 牝3  | 名古屋 | 不良 | 1:29.0 | 丸野勝虎 | 今津勝之   | 200万円 |
| 第7回  | 2009年2月11日 | 園田   | ミナミノヒリュウ   | 牡3  | 西脇   | 稍重 | 1:29.0 | 松平幸秀 | 山元博徳   | 200万円 |
| 第8回  | 2010年2月4日  | 園田   | フィオーレハーバー | 牡3  | 西脇   | 重   | 1:28.4 | 木村健   | 平松徳彦   | 200万円 |
| 第9回  | 2011年2月9日  | 園田   | オオエライジン     | 牡3  | 園田   | 稍重 | 1:30.2 | 木村健   | 橋本忠男   | 200万円 |
| 第10回 | 2012年2月2日  | 園田   | エーシンユリシーズ | 牡3  | 園田   | 良   | 1:29.8 | 木村健   | 橋本忠男   | 200万円 |
| 第11回 | 2019年2月21日 | 園田   | ジンギ             | 牡3  | 西脇   | 稍重 | 1:29.5 | 田中学   | 橋本忠明   | 350万円 |
| 第12回 | 2020年2月19日 | 園田   | ステラモナーク     | 牝3  | 園田   | 稍重 | 1:27.2 | 下原理   | 新子雅司   | 500万円 |
| 第13回 | 2021年3月4日  | 姫路   | サラコナン         | 牡3  | 園田   | 稍重 | 1:30.5 | 田中学   | 新井隆太   | 500万円 |
| 第14回 | 2022年3月10日 | 園田   | バウチェイサー     | 牡3  | 園田   | 良   | 1:29.9 | 笹田知宏 | 新子雅司   | 500万円 |
| 第15回 | 2023年3月2日  | 姫路   | ベラジオソノダラブ | 牡3  | 西脇   | 稍重 | 1:30.9 | 竹村達也 | 坂本和也   | 500万円 |
| 第16回 | 2024年2月22日 | 姫路   | リケアサブル       | 牡3  | 高知   | 重   | 1:31.8 | 吉原寛人 | 田中守     | 700万円 |
| 第17回 | 2025年2月20日 | 姫路   | エイシンハリアー   | 牡3  | 西脇   | 良   | 1:31.5 | 小牧太   | 坂本和也   | 700万円 |

### 競走結果の出典
- 園田ユースカップ　歴代優勝馬 - 地方競馬全国協会